# Schijnbare viscositeit
Schijnbare viscositeit is een maat voor de weerstand die een vloeistof biedt tegen stroming, waarbij deze weerstand afhankelijk is van de stromingssnelheid. Dit begrip wordt vooral gebruikt bij niet-newtoniaanse vloeistoffen, waarvan de viscositeit niet constant is, maar varieert met de schuifsnelheid of schuifspanning.
De schijnbare viscositeit wordt gedefinieerd als de verhouding tussen de schuifspanning (de kracht per oppervlakte-eenheid die nodig is om de vloeistof te laten stromen) en de schuifsnelheid (de snelheid waarmee aangrenzende vloeistoflagen langs elkaar bewegen) bij een specifieke stromingsconditie.
Bij newtoniaanse vloeistoffen is de schijnbare viscositeit constant en gelijk aan de echte viscositeit, terwijl deze bij niet-newtonse vloeistoffen kan variëren afhankelijk van de stromingsomstandigheden. Het begrip is belangrijk voor het karakteriseren van complexe vloeistoffen zoals suspensies, gels, pasta's en smeermiddelen.